# Enif (voilier)
Enif est un voilier monocoque de course au large de classe IMOCA mis à l'eau en  juin 1990, conçu par  Philip Morrison et construit par Rowsell and Morrison.

## Historique
Pour sa première compétition, le bateau skippé par Richard Tolkien termine second du Cerventes Trophy. En 1993, il gagne le tour des îles britanniques.
En 1996, le voilier est racheté par Didier Munduteguy en vue du Vendée Globe. Il part sous le nom de Club 60 Sud mais il démâte dans le golfe de Gascogne, revient aux Sables, remâte, mais à la suite d'une voie d'eau, refait demi-tour et abandonne.
Faute de sponsors, le bateau ne coure mais en 2000, Didier Monduteguy reprend la barre et participe à la  Transat anglaise sous le nom DDP 60e Sud qu'il termine à la douzième place. À l'automne, il prend le départ du Vendée Globe qu'il termine à la quatorzième place 135 j 15 h 17 min soit à 42 j 15 h du vainqueur Michel Desjoyeaux.

## Palmarès

### Enif
- 1991 :
  - 2e Cervantes Trophy barré par Richard Tolkien
- 1992
  - 6e monocoque de l'OSTAR barré par Richard Tolkien
- 1993 :
  - 1er du tour des Iles Britanniques  barré par Richard Tolkien

### Club 60 Sud
- 1996 :
  - Abandon dans le Vendée Globe barré par Didier Munduteguy

### DDP60eSud
- 2000 :
  - 12e de la Transat anglaise en classe IMOCA barré par Didier Munduteguy
- 2001 :
  - 14e du Vendée Globe barré par Didier Munduteguy

### 60e Sud
- 2002 :
  - 7e de la Route du Rhum barré par Didier Munduteguy
- 2003 :
  - 11e de la Transat Jacques-Vabre barré par Didier Munduteguy et Juan-Mari Odriozola

### Max Havelaar-Best Western
- 2005 :
  - 10e du Vendée Globe 2004-2005 barré par Benoît Parnaudeau